# Sthavira nikāya
La Sthavira nikāya (sánscrito "Secta de los Ancianos"; en chino tradicional, 上座部; pinyin, Shàngzuò Bù) fue una de las primeras escuelas budistas. Se separaron de la mayoría Mahāsāṃghikas en el momento del Segundo concilio budista.

## Puntos de vista académicos
La Sthavira nikāya fue una de las primeras escuelas budistas. Los Sthavira nikāya se separaron de la mayoría Mahāsāṃghikas durante el Segundo concilio budista, lo que resultó en el primer cisma en la sangha.
El Śāriputraparipṛcchā de los Mahāsāṃghika, un texto escrito para justificar la separación de esta escuela del código disciplinario de los monjes ancianos, afirma que el concilio fue convocado en Pāṭaliputra por asuntos de vinaya (código monástico). Se explica que el cisma resultó de la negativa de la mayoría (Mahāsaṃgha) a aceptar la adición de reglas al vinaya por parte de la minoría (Sthaviras). Por lo tanto, los Mahāsāṃghikas veían a los Sthaviras como un grupo disidente que intentaba modificar el vinaya original.
Los académicos generalmente han acordado que el asunto en disputa era efectivamente un asunto de vinaya y han señalado que el relato de los Mahāsāṃghikas se ve respaldado por los textos de vinaya, ya que los vinayas asociados con los Sthaviras contienen más reglas que los del Vinaya Mahāsāṃghika. Por lo tanto, la erudición moderna generalmente concuerda en que el vinaya Mahāsāṃghika es el más antiguo. Según Skilton, los futuros académicos pueden determinar que un estudio de la escuela Mahāsāṃghika contribuirá a una mejor comprensión del dhamma vinaya (enseñanzas y conducta) temprano que la escuela Theravada.

### Idioma
El historiador tibetano Buton Rinchen Drub (1290–1364) escribió que los Mahāsāṃghikas usaban Prakrit, los Sarvāstivādins usaban sánscrito, los Sthaviras usaban Paiśācī y los Saṃmitīya usaban Apabhraṃśa.

### Legado
Los Sthaviras se dividieron más tarde en otras escuelas como:
- Sarvāstivāda
- Vatsīputrīya
- Vibhajyavāda (Pali: Vibhajjavāda)

La rama Vibhajyavāda dio lugar a varias escuelas como:
- Mahīśāsaka
- Dharmaguptaka
- Kāśyapīya
- Tāmraparnīya, más tarde fue llamada "theravāda"

## Relación con el Theravāda

### Relatos académicos
La escuela Theravāda de Sri Lanka y el sudeste asiático, se han identificado exclusivamente con los Sthaviras, ya que la palabra pali thera es equivalente al sánscrito sthavira. Esto ha llevado a los primeros historiadores occidentales a asumir que las dos partes son idénticas. Sin embargo, este no es el caso, y para la época de Ashoka, la secta Sthavira se había dividido en las escuelas Sammitīya Pudgalavada, Sarvāstivāda y Vibhajyavāda.
Se cree que la escuela Vibhajyavāda también se dividió en otras escuelas, como la escuela Mahīśāsaka y la antecesora de la escuela Theravada. Según Damien Keown, no hay evidencia histórica de que la escuela Theravada surgiera hasta aproximadamente dos siglos después del Gran Cisma que ocurrió en el Tercer Concilio.

### Relatos Theravāda
A partir de la crónica Dīpavaṃsa en el siglo IV, los Theravādins del Mahāvihāra en Sri Lanka intentaron identificarse con la secta Sthavira original. La crónica Theravādin Dīpavaṃsa aclara que el nombre Theravāda se refiere a las enseñanzas "antiguas", sin indicar que se refiera al Segundo Concilio. De manera similar, el nombre Mahāsāṃghika hace referencia a aquellos que siguen el Vinaya original del Saṃgha indiviso. La crónica Dīpavaṃsa ensalza al Theravāda como un "gran banyan" y retrata despectivamente a las otras primeras escuelas budistas como espinas (kaṇṭaka). Dīpavaṃsa, 4.90–91 dice:
Estas 17 sectas son cismáticas,
sólo una no es cismática.
Con la secta no cismática,
hay dieciocho en total.
Como un gran árbol de banyan,
el Theravāda es supremo,
La Dispensación del Conquistador,
completa, sin falta ni exceso.
Las otras sectas surgieron
como espinas en el árbol.
— Dīpavaṃsa, 4.90–91
Según el Mahāvaṃsa, una fuente Theravādin, después de que se cerró el Segundo Concilio Budista, aquellos que tomaron el lado de los monjes más jóvenes no aceptaron el veredicto, pero realizaron una asamblea propia a la que asistieron diez mil personas llamándola un Mahasangiti (Gran Convocatoria), de la cual la escuela derivó su nombre Mahāsāṃghika. Sin embargo, tales explicaciones populares de Sthavira y Mahāsāṃghika generalmente se consideran etimologías populares.
Bhante Sujato explica la relación entre la secta Sthavira y el Theravāda:

El término sthavira (que significa "anciano") es la versión sánscrita del término mejor conocido hoy en su versión pali thera, como en Theravāda, la "Enseñanza de los Ancianos". Sin embargo, los Sthaviras originales no son de ninguna manera idénticos a la escuela moderna llamada Theravāda. Más bien, los Sthaviras son el ancestro de un grupo de escuelas relacionadas, una de las cuales es el Theravāda.